# 久伊豆神社 (さいたま市岩槻区村国)
久伊豆神社（ひさいずじんじゃ）は、埼玉県さいたま市岩槻区の神社。

## 歴史
創建年代は不明である。ただ江戸時代後期の地誌『新編武蔵風土記稿』には掲載されていることから、少なくとも江戸時代後期には既に存在していたものと推測される。
「多宝院」が別当寺であった。多宝院は真言宗の寺院であったが、明治初期の神仏分離により、廃寺に追い込まれた。廃寺後もその堂宇は集会所として使わていたが、1955年（昭和30年）頃に「村国公民館」に建て替えられた。
その後、近代社格制度に基づく「村社」に列せられ、1907年（明治40年）の神社合祀により、当社と同様に旧多宝院を別当寺とする2社が合祀された。

## 交通アクセス
- 路線バス上飯塚停留所より徒歩7分。